# Neacomys minutus
Neacomys minutus és una espècie de mamífer rosegador de la família dels cricètids que es troba a la riba del riu Juruá, a l'Amazones (oest del Brasil). El nom d'espècie, minutus, que vol dir «petit» en llatí, es refereix a la seva mida. Físicament, N. minutus s'assembla molt a poblacions de l'est de l'Equador i el nord de Perú, però genèticament no. A dins de l'àmbit de distribució d'aquesta espècie hi ha dos grups: un a les parts més baixes del riu Juruá i l'altre a la part central. Els dos grups són bastants diferents genèticament, però físicament gairebé no es poden distingir.
N. minutus és una espècie petita de Neacomys amb una cua llarga, l'esquena taronja fosc, orelles curtes, el crani petit, 35 o 36 cromosomes i un NF de 40. Tant a l'estació seca com a la de pluges se n'han capturat femelles embarassades, cosa que vol dir que la reproducció continua probablement durant tot l'any. Fins i tot alguns exemplars que encara no tenien el pelatge ja estaven en condicions de reproduir-se, cosa que suggereix que la reproducció comença a un edat jove.